# رودولف إميريش
رودولف إميريش (بالألمانية: Rudolf Emmerich)‏ هو أستاذ جامعي ألماني، ولد في 29 سبتمبر 1852 في Mutterstadt ‏ في ألمانيا، وتوفي في 15 نوفمبر 1914 في ميونخ في ألمانيا.